# Seznam matematičnih simbolov
Seznam matematičnih simbolov prikazuje simbole, ki se uporabljajo v različnih vejah matematike.
Seznam je nepopoln, zato prosimo, da ga izpopolnite.

## Simboli
| oznaka                                            | ime                               | beri kot                                                      | pomen | zgled |
| ------------------------------------------------- | --------------------------------- | ------------------------------------------------------------- | --- | --- |
| =                                                 | enakost                           | je enako kot                                                  | če je x = y, x in y predstavljata isto vrednost ali stvar | 2 + 2 = 4 |
| ≠                                                 | neenakost                         | ni enako; ni enako kot                                        | x ≠ y pomeni, da x in y ne predstavljata iste stvari ali vrednosti. (Oznaki !=, /= ali <> se uporabljata v glavnem v programskih jezikih, kjer ima prednost način tipkanja in uporaba ASCII znakov.) | =2 + 2 ≠ 5 |
| ≡                                                 | definicija                        | je definirano kot                                             | če je x ≡ y, je x definiran kot drugo ime za y | (a+b)2≡a2+2ab+b2 |
| ≈                                                 | približna enakost                 | približno enako kot                                           | če je x ≈ y, potem sta x in y skoraj enaka | √2 ≈ 1,41 |
| ≠                                                 | neenakost                         | ni enako z                                                    | če je x ≠ y, x in y ne predstavljata iste vrednosti ali stvari | 1 + 1 ≠ 3 |
| <                                                 | stroga neenakost                  | je manjše kot                                                 | če je x < y, je x manjši kot y. | 4 < 5 |
| >                                                 | stroga neenakost                  | je večji kot                                                  | če je x > y, je x večji kot y | 3 > 2 |
| ≪                                                 | stroga neenakost                  | je mnogo manjši kot                                           | če je x ≪ y, je x mnogo manjši kot y. | 1 ≪ 999999999 |
| ≫                                                 | stroga neenakost                  | je mnogo večji kot                                            | če je x ≫ y, je x mnogo večji kot y. | 88979808 ≫ 0.001 |
| ≤                                                 | neenakost                         | je manjše ali enako kot                                       | če je x ≤ y, je x manjši ali enak y. | 5 ≤ 6 in 5 ≤ 5 |
| ≥                                                 | neenakost                         | je večje ali enako kot                                        | če je x ≥ y, je x večji ali enak y | 2 ≥ 1 in 2 ≥ 2 |
| ∝                                                 | sorazmernost                      | je sorazmeren z                                               | če je x ∝ y potem je y=kx za poljubno konstanto k | če je y = 4x potem je y ∝ x in x ∝ y |
| +                                                 | seštevanje                        | plus                                                          | x + y je vsota x in y. | 2 + 3 = 5 |
| -                                                 | odštevanje                        | minus                                                         | x - y je odštevanje y od x | 5 - 3 = 2 |
| ×                                                 | množenje                          | krat                                                          | x × y je množenje x z y | 4 × 5 = 20 |
| ·                                                 | množenje                          | krat                                                          | x·y je množenje x z y | 4·5 = 20 |
| ÷                                                 | deljenje                          | deljeno z                                                     | x÷y ali x/y je deljenje x z y | 20 ÷ 4 = 5 in 20/4 = 5 |
| /                                                 | deljenje                          | deljeno z                                                     | x÷y ali x/y je deljenje x z y | 20/4=5 |
| ±                                                 | plus-minus                        | plus ali minus                                                | x ± y pomeni oboje x+y in x-y | enačba 3±√9 ima dve rešitvi 0 in 6. |
| ∓                                                 | minus-plus                        | minus ali plus                                                | 4±(3∓5) pomeni oboje 4+(3-5) in 4-(3+5) | 6∓(1±3)=2 ali 4 |
| √                                                 | kvadratni koren                   | kvadratni koren                                               | √x je število katerega kvadrat je x | √4=2 ali -2 |
| ∑                                                 | seštevanje                        | vsota števil … od … do … za, sigma                            | {\displaystyle \sum _{k=1}^{n}{x_{k}}} je isto kot x1</sb>+x2+x3+xk | {\displaystyle \sum _{k=1}^{5}{k+2}=3+4+5+6+7=25} |
| ∏                                                 | množenje                          | zmnožek števil … od … do … za                                 | {\displaystyle \prod _{k=1}^{n}{x_{k}}} je isto kot x1×x2×x3×xk | {\displaystyle \prod _{k=1}^{5}{k}}=1×2×3×4×5=120 |
| !                                                 | fakulteta                         | fakulteta                                                     | n! Je zmnožek 1×2×3...×n | 5!=1×2×3×4×5=120 |
| ⇒                                                 | implikacija                       | obsega                                                        | A⇒B pomeni, da takrat, ko je A resničen, mora biti tudi B resničen, toda, če je A neresničen, je B neznan | x=3⇒x2=9, toda x2=9⇒x=3 je napačno, ker je x lahko tudi -3. |
| ⇔                                                 | ekvivalenca                       | če in samo, če                                                | če je A resničen in B je resničen in, če je A napačen, je tudi B napačen | x=y+1⇔x-1=y |
| \|…\|                                             | absolutna vrednost                | absolutna vrednost                                            | \|x\| je razdalja na realni premici (ali na kompleksni ravnini) med x in nič | \|5\|=5 in \|-5\|=5 |
| \|\|                                              | vzporednost                       | je vzporedno z                                                | če je A\|\|B, potem sta A in B vzporedna | |
| ⊥                                                 | pravokotnost                      | je pravokoten na                                              | če je A⊥B potem je A pravokoten na B | |
| ≅                                                 | skladnost                         | je skladen z                                                  | če je A≅B potem je oblika A skladna z obliko B (imata enako mersko enoto) | |
| φ                                                 | zlati rez                         | zlati rez                                                     | zlati rez je iracionalno število enako (1+√5)÷2 ali približno 1,6180339887. | |
| ∞                                                 | neskončnost                       | neskončnost                                                   | ∞ je število, ki je večje kot katerokoli realno število | |
| ∈                                                 | član množice                      | je element iz                                                 | a∈S pomeni, da je a is element množice S | 3,5∈ℝ, 1∈ℕ, 1+i∈ℂ |
| ∉                                                 | član množice                      | ni element iz                                                 | a∉S pomeni, da a ni element množice S | 2,1∉ℕ, 1+i∉ℝ |
| {,}                                               | oklepaji za množico               | je član množice                                               | {a,b,c} je množica a, b in c | ℕ={1,2,3,4,5} |
| ℕ                                                 | naravna števila                   | N                                                             | ℕ označuje množico naravnih števil(1,2,3,4,5...) | |
| ℤ                                                 | cela števila                      | Z                                                             | ℤ označuje množico celih števil (-3,-2,-1,0,1,2,3...) | |
| ℚ                                                 | racionalna števila                | Q                                                             | ℚ označuje množico racionalnih števil (to so števila, ki jih lahko pišemo kot ulomek a/b kjer je a∈ℤ, b∈ℕ) | 8,323∈ℚ, 7∈ℚ, π∉ℚ |
| ℝ                                                 | realna števila                    | R                                                             | ℝ označuje množico realnih števil | π∈ℝ, 7∈ℝ, √(-1)∉ℝ |
| ℂ                                                 | kompleksna števila                | C                                                             | ℂ označuje množico kompleksnih števil | √(-1)∈ℂ |
| x̄                                                 | srednja vrednost                  | črtica zgoraj                                                 | x̄ je srednja vrednost (povprečje) za xi | če je x={1,2,3}, potem je x̄=2 |
| x̄                                                 | kompleksna konjugiranost          | kompleksno konjugirano število za x                           | če je x=a + bi, potem je x̄=a – bi, kjer je i=√(-1) | x=-4 + 5,3i, x̄=-4 – 5,3i |
| {\displaystyle \otimes \!\,}                      | tenzorski produkt                 | tenzorski produkt tenzorjev                                   | {\displaystyle V\otimes U} pomeni tenzorski produkt tenzorjev V in U | {1, 2, 3, 4} ⊗ {1, 1, 2} = Predloga:1, 2, 3, 4, {1, 2, 3, 4}, Predloga:2, 4, 6, 8 |
| {\displaystyle \|\|\dots \|\|\!\,}                | norma                             | norma                                                         | \|\| x \|\| pomeni normo elementa x v normiranem vektorskem prostoru | \|\| x + y \|\| ≤ \|\| x \|\| + \|\| y \|\| |
| {\displaystyle \|\|\!\,}                          | vzporednost                       | vzporeden z                                                   | x\|\|y pomeni, da je x vzporeden z y | če je l \|\| m in m ⊥ n potem je l ⊥ n |
| {\displaystyle \#\!\,}                            | kardinalnost                      | kardinalnost množice                                          | {\displaystyle \#X} pomeni kardinalnost množice X | {\displaystyle \#X\{4,6,8\}=3} |
| {\displaystyle \aleph \!\,}                       | število alef                      | alef                                                          | {\displaystyle \aleph } pomeni kardinalnost množice X | \|ℕ\| = ℵ0, ki ga beremo kot alef nič |
| {\displaystyle \beth \!\,}                        | število bet                       | bet                                                           | ℶα predstavlja neskončno kardinalnost (podobno ℵ, toda ℶ obvezno ne indeksira vseh števil na način, kot ℵ ) | {\displaystyle \beth _{1}=\|P(\mathbb {N} )\|=2^{\aleph _{0}}} |
| {\displaystyle {\mathfrak {c}}\!\,}               | kardinalnost kontinuuma           | kardinalnost kontinuuma, kardinalnost realnih števil          | kardinalnost števil {\displaystyle \mathbb {R} } se označuje z {\displaystyle \|\mathbb {R} \|} ali z oznako {\displaystyle {\mathfrak {c}}} | ∃ n ∈ ℕ: n is even |
| {\displaystyle !\!\,}                             | fakulteta                         | fakulteta                                                     | n! pomeni zmnožek 1 × 2 × ... × n | 4! = 1 × 2 × 3 × 4 = 24 |
| {\displaystyle !\!\,}                             | negacija                          | ni                                                            | Trditev !A je pravilna samo, če in samo, če je A napačen. (Simbol ! se v glavnem uporablja v računalništvu. V matematičnih besedilih se več uporablja oznaka ¬A.) | !(!A) ⇔ A x ≠ y ⇔ !(x = y) |
| ◅ ▻                                               | normalna podgrupa                 | je normalna podgrupa za                                       | N ◅ G pomeni, da je N normalna podgrupa grupe G. | Z(G) ◅ G |
| ◅ ▻                                               | ideal                             | je ideal za                                                   | I ◅ R pomeni, da je I ideal kolobarja R | (2) ◅ Z |
| ◅ ▻                                               | antizdružitev                     | je antizdružitev za                                           | R ▻ S pomeni antizdružitev za relaciji R in S v n-terko R za katero ni n-terke v S, ki je enaka z njihovimi skupnimi imeni | R {\displaystyle \triangleright } S = R - R {\displaystyle \ltimes } S |
| {\displaystyle \ltimes } {\displaystyle \rtimes } | polneposredni produkt             | je polneposredni produkt za                                   | N ⋊ H je polneposredni produkt N (normalna podgrupa) in H (podgrupa). Ko je G = N ⋊ H pravimo, da je G razcepljen nad N. (⋊ lahko pišemo tudi obratno kot ⋉, ali kot × | {\displaystyle D_{2n}\cong C_{n}\rtimes C_{2}} |
| {\displaystyle \ltimes } {\displaystyle \rtimes } | polzdružitev                      | je polzdružitev za                                            | N ⋊ H je polneposredni produkt N (normalna podgrupa) in H (podgrupa). Ko je G = N ⋊ H pravimo, da je G razcepljen nad N. (⋊ lahko zapišemo tudi na drugi način kot ⋉, ali kot ×.) | R {\displaystyle \ltimes } S = {\displaystyle \Pi }a1,..,an(R {\displaystyle \bowtie } S) |
| ⋈                                                 | naravna združitev                 | je naravna združitev za                                       | R ⋈ S je naravna združitev relacij R in S, množica vseh kombinacij n-teric iz R in S, ki so enake v svojih skupnih imenih atributov | |
| ¬                                                 | negacija                          | ne                                                            | trditev !A je resnična samo, če in samo, če je A neresničen. Simbol ! se v glavnem uporablja v računalništvu. V matematičnih besedilih se ga izogibamo. Tam uporabljamo oznako ¬A. | !(!A) ⇔ A x ≠ y ⇔ !(x = y) |
| {\displaystyle \land }                            | konjunkcija                       | in (najmanjše)                                                | Trditev A ∧ B je resnična, če sta A in B resnična, sicer je napačna. Za funkciji A(x) in B(x), se uporablja A(x) ∧ B(x) v pomenu za min(A(x), B(x)) | n < 4 ∧ n >2 ⇔ n = 3, ko je n naravno število |
| {\displaystyle \lor \!\,}                         | disjunkcija                       | ali (največje)                                                | The statement A ∨ B is true if A or B (or both) are true; if both are false, the statement is false. For functions A(x) and B(x), A(x) ∨ B(x) is used to mean max(A(x), B(x)) | n ≥ 4 ∨ n ≤ 2 ⇔ n ≠ 3, ko je n naravno število |
| {\displaystyle \forall }                          | univerzalni kvantifikator         | za vse                                                        | ∀ x: P(x) je P(x) za vsak x | ∀ n ∈ ℕ: n2 ≥ n |
| ∃                                                 | eksistenčni kvantifikator         | obstoja                                                       | ∃ x: P(x) pomeni, da obstoja najmanj en takšen x, da je P(x) resničen | ∃ n ∈ ℕ: n je paren |
| {\displaystyle \exists !}                         | kvantifikator edinstvenosti       | obstoja natančno en                                           | ∃! x: P(x) pomeni, da obstoja samo en takšen x, da je P(x) resničen | ∃! n ∈ ℕ: n + 5 = 2n |
| ≅                                                 | skladnost                         | je skladen z                                                  | △ABC ≅ △DEF pomeni, da je trikotnik ABC skladen (ima iste mere) s trikotnikom DEF | |
| {\displaystyle \equiv }                           | relacija skladnosti               | je skladen po modulu                                          | a ≡ b (mod n) pomeni a − b je deljiv z n | 5 ≡ 2 (mod 3) |
| { , }                                             | oklepaj množice                   | množica elementov …., ki                                      | {a,b,c} pomeni množico, ki je sestavljena iz a, b, in c | ℕ = { 1, 2, 3, …} |
| ∅ { }                                             | prazna množica                    | prazna množica                                                | ∅ pomeni množico, ki nima elementov, { } pomeni isto | {n ∈ ℕ : 1 < n2 < 4} = ∅ |
| ∈ ∉                                               | element                           | je element ni element                                         | a ∈ S pomeni, da je a element množice S. a ∉ S pomeni, da a ni element množice S | (1/2)−1 ∈ ℕ 2−1 ∉ ℕ |
| ⊆ ⊂                                               | podmnožica                        | je podmnožica                                                 | (podmnožica) A ⊆ B pomeni, da je vsak element iz A tudi element iz množice B. (lastna podmnožica) A ⊂ B pomeni A ⊆ B, toda A ≠ B. (Nekateri avtorji uporabljajo oznako ⊂ na enak način kot ⊆.) | (A ∩ B) ⊆ A ℕ ⊂ ℚ ⊂ ℝ |
| ⊇ ⊃                                               | nadmnožica                        | je nadmnožica                                                 | A ⊇ B pomeni, da je vsak element iz B tudi element iz A. A ⊃ B pomeni A ⊇ B, toda A ≠ B. (Nekateri avtorji uporabljajo oznako ⊃ na enak način kot ⊇.) | (A ∪ B) ⊇ B ℝ ⊃ ℚ |
| ∪                                                 | unija                             | unija                                                         | A ∪ B pomeni množico elementov, ki so v A, ali v B ali obeh. | A ⊆ B ⇔ (A ∪ B) = B |
| ∩                                                 | presek                            | presek                                                        | A ∩ B pomeni množico elementov, ki vsebuje vse elemente, ki so v A, in tiste, ki jih ima skupaj z B | {x ∈ ℝ : x2 = 1} ∩ ℕ = {1} |
| ∖                                                 | komplement                        | minus; brez                                                   | A ∖ B pomeni množico, ki , ki vsebuje vse tiste elemente iz A, ki niso v B. (oznako − lahko uporabimo za določanje teoretskega komplementa kot je opisano zgoraj – pri odštevanju.) | {1,2,3,4} ∖ {3,4,5,6} = {1,2} |
| {\displaystyle \circ }                            | kompozicija                       | kompozicija z                                                 | f∘g je takšna funkcija, da velja (f∘g)(x) = f(g(x)) | če je f(x) = 2x, in g(x) = x + 3, potem je (f∘g)(x) = 2(x + 3) |
| ⌊…⌋                                               | spodnji celi del                  | največje celo število                                         | ⌊x⌋ pomeni najmanjše celo število števila x, to pa je največje celo število, ki je manjše ali enako kot x. (To lahko pišemo tudi kot [x], floor(x) ali int(x).) | ⌊4⌋ = 4, ⌊2,1⌋ = 2, ⌊2,9⌋ = 2, ⌊−2,6⌋ = −3 |
| ⌈…⌉                                               | zgornji celi del                  | najmanjše celo število                                        | ⌈x⌉ pomeni najmanjše celo število števila x, kar je najmanjše celo število, ki je večje ali enako kot x. (To lahko pišemo tudi kot ceil(x) ali ceiling(x).) | ⌈4⌉ = 4, ⌈2,1⌉ = 3, ⌈2,9⌉ = 3, ⌈−2,6⌉ = −2 |
| ⌊…⌉                                               | najbližje celo število            | najbližje celo število                                        | ⌊x⌉ pomeni celo število, ki je najbližje številu x. (To lahko pišemo tudi kot [x], \|\|x\|\|, nint(x) ali Round(x).) | ⌊2⌉ = 2, ⌊2,6⌉ = 3, ⌊-3,4⌉ = -3, ⌊4,49⌉ = 4 |
| [ : ]                                             | stopnja razširitve obsega         | stopnja                                                       | [K : F] pomeni stopnjo razširitve K : F | [ℚ(√2) : ℚ] = 2 [ℂ : ℝ] = 2 [ℝ : ℚ] = ∞ |
| [ ] [ , ] [ , ]                                   | ekvivalenčni razred               | je ekvivalenčni razred za                                     | [a] pomeni ekvivalenčni razred za a, to je {x : x ~ a}, kjer je ~ ekvivalenčna relacija. [a]R pomeni isto, toda z R kot ekvivalenčno relacijo | Naj bo a ~ b resnično samo, če in samo, če je a ≡ b (mod 5), potem velja tudi [2] = {…, −8, −3, 2, 7, …} |
| [ ] [ , ] [ , ]                                   | funkcija najbližje cele vrednosti | najbližja cela vrednost                                       | [x] pomeni spodnje celo število x, to je največje celo število, ki je enako ali manjše od x. (To lahko pišemo tudi kot ⌊x⌋, floor(x) ali int(x). Ne smemo zamenjevati s funkcijo najbližje cele vrednosti, ki je opisana spodaj.) | [2] = 2, [2,6] = 3, [-3,4] = -3, [4,49] = 4 |
| [ ] [ , ] [ , ]                                   | spodnji celi del                  | spodnji celi del, največje celo število                       | [x] pomeni spodnje celo število x, to je največje celo število, ki je enako ali manjše od x. (To lahko pišemo tudi kot ⌊x⌋, floor(x) ali int(x). Ne smemo zamenjevati s funkcijo najbližje cele vrednosti, ki je opisana spodaj.) | [3] = 3, [3,5] = 3, [3,99] = 3, [−3,7] = −4 |
| [ ] [ , ] [ , ]                                   | Iversonov oklepaj                 | 1, če je resnično, v ostalih primerih 0                       | [S] preslika resnično izjavo S v 1 napačno trditev S v 0. | [0=5]=0, [7>0]=1, [2 ∈ {2,3,4}]=1, [5 ∈ {2,3,4}]=0 |
| [ ] [ , ] [ , ]                                   | zaprt interval                    | zaprt interval                                                | {\displaystyle [a,b]=\{x\in \mathbb {R} :a\leq x\leq b\}} | 0 in 1/2 sta v intervalu [0,1] |
| [ ] [ , ] [ , ]                                   | komutator                         | komutator za                                                  | [g, h] = g−1h−1gh (ali ghg−1h−1), if g, h ∈ G (grupa). [a, b] = ab − ba, če je a, b ∈ R (a kolobar ali komutativna algebra) | xy = x[x, y] (teorija grup). [AB, C] = A[B, C] + [A, C]B (teorija kolobarjev) |
| [ ] [ , ] [ , ]                                   | mešani produkt                    | mešani produkt vektorjev                                      | [a, b, c] = a × b · c, skalarni produkt vektorja a × b z vektorjem c | [a, b, c] = [b, c, a] = [c, a, b] |
| ( ) ( , )                                         | funkcija                          | funkcija od                                                   | f(x) pomeni vrednost funkcije f pri elementu x. | Če je f(x) := x2, potem f(3) = 32 = 9 |
| ( ) ( , )                                         | kombinacije                       | izmed n elementov jih izberemo r                              | {\displaystyle {\begin{pmatrix}n\\r\end{pmatrix}}} pomeni število kombinacij r elementov, ki jih potegnemo iz množice n elementov. (To včasih pišemo tudi kot nCr.) | {\displaystyle {\begin{pmatrix}5\\2\end{pmatrix}}=10} |
| ( ) ( , )                                         | slika                             | slika....pod......                                            | f(X) pomeni { f(x) : x ∈ X }, sliko funkcije f pod množico X ⊆ dom(f). (To lahko pišemo tudi kot f[X] , če ni nevarnosti, da zamenjamo sliko f pod X z uporabo funkcije f od X. Druga notacija je Im f, slika f pod njeno domeno.) | {\displaystyle \sin(\mathbb {R} )=[-1,1]} |
| ( ) ( , )                                         | n-terica                          | n-terica, urejen par/trojček/itd., vrstični vektor, zaporedje | Urejen seznam (zaporedje ali stolpični ali vrstični vektor) vrednosti (Notacija (a,b) je dvoumna: lahko je to urejen par ali odprti interval. Teoretiki množic in računalničarji pogosto uporabljajo oglate oklepaje z obliko ⟨ ⟩ namesto običajnih oklepajev.) | (a, b) je urejen par (ali 2-terica). (a, b, c) je urejena 3-terica). ( ) je prazna n-terica (ali 0-terica) |
| ( ) ( , )                                         | največji skupni delitelj          | največji skupni delitelj                                      | (a, b) pomeni največji skupni delitelj števil a in b. (To lahko pišemo tudi kot hcf(a, b) ali gcd(a, b).) | (3, 7) = 1 (to sta relativni praštevili); (15, 25) = 5 |
| ( , ) ] , [                                       | odprti interval                   | odprti interval                                               | {\displaystyle (a,b)=\{x\in \mathbb {R} :a<x<b\}}. (Notacija (a,b) je lahko dvoumna, ker lahko pomeni urejen par ali odprti interval. Namesto tega se lahko uporabi notacija ]a,b[ | 4 ni v intervalu (4, 18). Interval (0, +∞) je enak množici pozitivnih realnih števil |
| ( , ] , ]                                         | levo odprti interval              | polodprti, levo odprti interval                               | {\displaystyle (a,b]=\{x\in \mathbb {R} :a<x\leq b\}} | (−1, 7] in (−∞, −1] |
| [ , ) [ , [                                       | desno odprti interval             | polodprti, desno odprti interval                              | {\displaystyle [a,b)=\{x\in \mathbb {R} :a\leq x<b\}} | [4, 18) in [1, +∞) |
| ⟨⟩ ⟨,⟩                                            | notranji produkt                  | notranji produkt                                              | ⟨u,v⟩ pomeni notranji produkt u in v, kjer sta u in v člana prostora notranjega produkta. Opozarjamo na to, da je lahko oznaka ⟨u, v⟩ dvoumna: lahko pomeni notranji produkt ali linearno ogrinjačo. Znanih je več variant označevanja, kot na primer ⟨u \| v⟩ in (u \| v), ki so opisani spodaj. Za prostorske vektorje je oznaka za skalarni produkt x·y običajna. Za matrike se lahko uporabi notacija po stolpcih A : B . Ker je ⟨ in ⟩ malo težje natipkati, večina “prijaznih tipkovnic” lahko tvori tudi < and > . Temu se izogibajo v matematičnih besedilih. | običajni skalarni produkt med dvema vektorjema x = (2, 3) in y = (−1, 5) je: ⟨x, y⟩ = 2 × −1 + 3 × 5 = 13 |
| ⟨⟩ ⟨,⟩                                            | srednja vrednost                  | srednja vrednost                                              | naj bo S podmnožica podmnožice N na primer {\displaystyle \langle S\rangle } naj predstavlja srednjo vrednost vseh elementov v S | za časovna zaporedja :g(t) (t = 1, 2,...) lahko definiramo strukturne funkcije Sq({\displaystyle \tau }): {\displaystyle S_{q}=\langle \|g(t+\tau )-g(t)\|^{q}\rangle _{t}}                                                                  |
| ⟨⟩ ⟨,⟩                                            | linearna ogrinjača                | linearna ogrinjača za                                         | ⟨S⟩ pomeni ogrinjačo za S ⊆ V. To pomeni, da je presek vseh podprostorov V, ki vsebujejo S. ⟨u1, u2, …⟩ je okrajšani zapis za ⟨{u1, u2, …}⟩. Opozarjamo, da je oznaka ⟨u, v⟩ lahko dvoumna: lahko pomeni notranji produkt ali linearno ogrinjačo. Ogrinjačo za S lahko pišemo tudi kot Sp(S). | {\displaystyle \left\langle \left({\begin{smallmatrix}1\\0\\0\end{smallmatrix}}\right),\left({\begin{smallmatrix}0\\1\\0\end{smallmatrix}}\right),\left({\begin{smallmatrix}0\\0\\1\end{smallmatrix}}\right)\right\rangle =\mathbb {R} ^{3}} |
| ⟨⟩ ⟨,⟩                                            | podgrupa generirana z množico     | podgrupa, generirana z                                        | {\displaystyle \langle S\rangle } pomeni najmanjšo podgrupo za G (kjer je S ⊆ G, grupa), ki vsebuje vsak element iz S. {\displaystyle \langle g_{1},g_{2},\ldots ,\rangle } je okrajšani zapis za {\displaystyle \langle g_{1},g_{2},\ldots \rangle }. | S3 {\displaystyle \langle (1\;2)\rangle =\{id,\;(1\;2)\}} in {\displaystyle \langle (1\;2\;3)\rangle =\{id,\;(1\;2\;3),(1\;2\;3))\}} |
| ⟨⟩ ⟨,⟩                                            | n-terica                          | urejen par/trojček/itd., vrstični vektor                      | Urejen seznam (tudi niz ali horizontalni vektor ali vrstični vektor) vrednosti. (Pogosto se uporablja tudi oznaka (a,b) | {\displaystyle \langle a,b\rangle } je urejen par (ali 2-terica). {\displaystyle \langle a,b,c\rangle } je urejen trojček (ali 3-terica) {\displaystyle \langle \rangle } je prazna n-terica (ali 0-terica)                                  |
| \|⟩                                               | vektor ket                        | ket …                                                         | \|φ⟩ pomeni vektor z oznako φ, ki je v Hilbertovem prostoru | Stanje kubita se lahko prikaže kot α\|0⟩+ β\|1⟩, kjer sta α in β kompleksni števili tako, da zanju velja \|α\|2 + \|β\|2 = 1 |
| ⟨\|                                               | vektor bra                        | bra…                                                          | ⟨φ\| pomeni dualni vektor vektorja \|φ⟩, linearni funkcional preslika ket \|ψ⟩ v notranji produkt ⟨φ\|ψ⟩ | |
| ∐                                                 | koprodukt                         | koprodukt od....do....                                        | Splošna konstrukcija, ki predpostvalja disjunktno unijo množic, topoloških prostorov, prostih produktov grup in direktnih vsot modulov in vektorskih prostorov. Koprodukt družine objektov je "najmanj značilen" objekt kateremu vsak objekt v družini dopušča morfizem | |
| Δ                                                 | delta                             | delta, sprememba....                                          | Δx pomeni (ne pa infinitezimalno majhno) spremembo za x. (Če postane sprememba infinitezimalno majhna, se uporabljata δ in tudi d . Ne smemo zamenjati s simetrično razliko, ki jo označujemo z ∆,) | {\displaystyle {\tfrac {\Delta y}{\Delta x}}} je gradient na premici |
| δ                                                 | delta                             | Diracova delta                                                | {\displaystyle \delta (x)={\begin{cases}\infty ,&x=0\\0,&x\neq 0\end{cases}}} | δ(x) |
| δ                                                 | Kroneckerjeva delta               | Kroneckerjeva delta za                                        | {\displaystyle \delta _{ij}={\begin{cases}1,&i=j\\0,&i\neq j\end{cases}}} | δij |
| ∂                                                 | parcialni odvod                   | parcialni odvod                                               | ∂f/∂xi pomeni parcialni odvod funkcije f glede na xi, kjer je f funkcija spremenljivk (x1, …, xn) | Če je f(x,y) := x2y, potem je ∂f/∂x = 2xy |
| ∇                                                 | gradient                          | nabla..... gradient....                                       | ∇f (x1, …, xn) je vektor parcialnih odvodov (∂f / ∂x1, …, ∂f / ∂xn) | če je f (x,y,z) := 3xy + z², potem je ∇f = (3y, 3x, 2z) |
| ∇                                                 | divergenca                        | divergenca...                                                 | {\displaystyle \nabla \cdot {\vec {v}}={\partial v_{x} \over \partial x}+{\partial v_{y} \over \partial y}+{\partial v_{z} \over \partial z}} | če je {\displaystyle {\vec {v}}:=3xy\mathbf {i} +y^{2}z\mathbf {j} +5\mathbf {k} }, potem velja {\displaystyle \nabla \cdot {\vec {v}}=3y+2yz}                                                                                               |
| ∇                                                 | rotor                             | rotor....                                                     | {\displaystyle \nabla \times {\vec {v}}=\left({\partial v_{z} \over \partial y}-{\partial v_{y} \over \partial z}\right)\mathbf {i} } {\displaystyle +\left({\partial v_{x} \over \partial z}-{\partial v_{z} \over \partial x}\right)\mathbf {j} +\left({\partial v_{y} \over \partial x}-{\partial v_{x} \over \partial y}\right)\mathbf {k} } | če je {\displaystyle {\vec {v}}:=3xy\mathbf {i} +y^{2}z\mathbf {j} +5\mathbf {k} }, potem {\displaystyle \nabla \times {\vec {v}}=-y^{2}\mathbf {i} -3x\mathbf {k} }                                                                         |
| '                                                 | odvod                             | odvod....                                                     | f ′(x) pomeni odvod funkcije f v točki x, to pa je the nagib tangente funkcije f v točki x. (Včasih se uporablja tudi oznaka ' posebno v besedilih z ASCII znaki.) | če je f(x) := x2, potem f ′(x) = 2x |
| •                                                 | odvod                             | .....odvod odvod po času...                                   | {\displaystyle {\dot {x}}} pomeni odvod x po času. To pa zapišemo kot {\displaystyle {\dot {x}}(t)={\frac {\partial }{\partial t}}x(t)} | če je x(t) := t2, potem {\displaystyle {\dot {x}}(t)=2t} |
| {\displaystyle \int }                             | nedoločeni integral               | nedoločeni integral antiodvod                                 | ∫ f(x) dx pomeni funkcijo katere odvod je f | ∫x2 dx = x3/3 + C |
| {\displaystyle \int }                             | določeni integral                 | integral od....do....                                         | ∫ab f(x) dx pomeni predznačeno ploščino med x-osjo in grafom funkcije f med x = a in x = b | ∫ab x2 dx = b3/3 − a3/3; |
| {\displaystyle \int }                             | krivuljni integral                | integral.... vzdolž                                           | ∫C f ds pomeni integral funkcije f vzdolž krivulje C, {\displaystyle \textstyle \int _{a}^{b}f(\mathbf {r} (t))\|\mathbf {r} '(t)\|\,dt}, kjer je r parametrizacija krivulje C. (Kadar je krivulja zaprta, se namesto tega uporablja ∮ glej spodaj) | |
| ∮                                                 | krivuljni integral                | integral po zaprti krivulji                                   | Podobno običajnemu integralu, vendar se uporablja za označevanje integracije po zaprti krivulji ali zanki. Včasih se uporablja v fizikalnih besedilih, ki vključujejo enačbe povezane z Gaussovim zakonom in, ker ti obrazci vsebujejo integracijo po zaprtih ploskovnih integralih, predstavitev opisuje samo prvo integracijo prostornine nad zaprto ploskvijo. Primeri, ki zahtevajo dvojno integracijo, je uporaba oznake ∯ primernejša. Tretja podobna oznaka je za zaprte prostorninske integrale, ki jih označujemo z ∰. Integrale po zaprti krivulji včasih označujemo s spodaj napisano veliko črko C, ∮C, označuje, da je integral po zaprti zanki v resnici integral po krivulji Cali včasih po krožnici C. Včasih se v prikazu Gaussovega zakona uporablja kot spodaj zapisani veliki S, ∮S, se uporablja za označevanje, da integriramo po zaprti ploskvi | če je C Jordanova krivulja okoli 0, potem velja {\displaystyle \oint _{C}{1 \over z}\,dz=2\pi i} |
| †                                                 | konjugirano transponirano         | konjugirano transponirana                                     | A† pomeni transponiranje kompleksne konjugirane vrednost A. To lahko pišemo kot A*T, AT*, A*, AT ali AT. | če je A = (aij) potem je A† = (aji) |
| T                                                 | transponiranje                    | transponirano                                                 | AT pomeni isto kot A, vendar tako, da so vrstice zamenjane s stolpci. To lahko pišemo tudi kot A', At or Atr | če je A = (aij) potem AT = (aji) |
| ⊥                                                 | pravokotnost                      | pravokotno na                                                 | x ⊥ y pomeni, da je x pravokoten na y oziroma x je ortogonalen na y | če sta l ⊥ m in m ⊥ n v ravnini, potem velja l \|\| n |
| o                                                 | Hadamardov produkt                | vstopni produkt                                               | Za dve matriki (ali vektorja) z isto razsežnostjo {\displaystyle A,B\in {\mathbb {R} }^{m\times n}} je Hadamardov produkt matrik, ki imata isti razsežnosti {\displaystyle A\circ B\in {\mathbb {R} }^{m\times n}} z elementi, ki so dani z {\displaystyle (A\circ B)_{i,j}=(A)_{i,j}\cdot (B)_{i,j}}. To se pogosto uporablja pri programiranju na osnovi matrik, kot je MATLAB, kjer se operacije izvajajo z A.*B | {\displaystyle {\begin{bmatrix}1&2\\2&4\\\end{bmatrix}}\circ {\begin{bmatrix}1&2\\0&0\\\end{bmatrix}}={\begin{bmatrix}1&4\\0&0\\\end{bmatrix}}}                                                                                              |